# Sympherobius fuscinervis
Sympherobius fuscinervis är en insektsart som beskrevs av Igor Kozhanchikov 1956. Sympherobius fuscinervis ingår i släktet Sympherobius och familjen florsländor. Inga underarter finns listade i Catalogue of Life.